# Tommaso Cavalieri
Tommaso Cavalieri, a veces escrito de’ Cavalieri o dei Cavalieri (Roma, hacia 1509/19-Roma, 1587) fue un aristócrata, dibujante y coleccionista de arte italiano, que fue objeto de las mayores expresiones de amor de Miguel Ángel.
Cavalieri tendría alrededor de 23 años cuando conoció a Miguel Ángel, de 57 años de edad, en 1532. El joven aristócrata es descrito como de belleza excepcional, apariencia que parecía encajar con las nociones artísticas de Miguel Ángel y su ideal de belleza masculina, llegando a describirlo como luz de nuestro siglo, parangón de todo el mundo. Los dos permanecieron unidos durante toda su vida y Cavalieri estuvo presente cuando murió el artista.

## Biografía
Tommaso dei Cavalieri fue hijo de Mario de'Cavalieri y Cassandra Bonaventura. Cavalieri nació probablemente en 1509 o 1510, aunque la fecha exacta se desconoce. Cavalieri pagó por la misa en memoria de su hermano Emilio el 6 de septiembre de 1536, según se menciona en un documento oficial, traducido por Gerda Panofsky-Soergel. Este es el único documento conocido que hace referencia —de forma imprecisa— a la edad de Cavalieri: «es mayor de 16 pero más joven de 25». El escritor Warren Kirkendale en su libro Emilio de' Cavalieri «Gentiluomo Romano» corrige a Panofsky-Soergel en su lectura del documento y afirma que Cavalieri «no era mayor de 16» y que por lo tanto «era solo un chico de 12 años» cuando conoció a Miguel Ángel.
Los padres de Cavalieri se casaron en noviembre de 1509 y tuvieron un hijo, Emilio, antes de que naciera Tommaso. Tras la muerte de su padre en 1524 y la de su hermano Emilio en 1536, Tommaso se convirtió oficialmente en el cabeza de la familia Cavalieri. Su primera posición en el gobierno de Roma fue de caporione de su vecindario, Sant'Eustachio, puesto que tomó en 1539. Era bien sabido que Cavalieri no participaba extensamente en el gobierno de la ciudad, comparado con sus compañeros. Aun así, Cavalieri tendría este cargo cinco veces (en 1539, 1542, 1546, 1558 y 1562). Dos veces (1564 y 1571) ocupó el puesto de Conservatore, la oficina de más alto rango que un ciudadano de Roma podía ocupar.
Cavalieri se casó con Lavinia della Valle en 1544 en Roma. Lavinia nació en algún momento entre 1527 y 1530. Era una de las hijas de Lorenzo Stefano della Valle y Giulia Caffarelli, así como prima del Cardenal Andrea della Valle. El matrimonio de Tommaso y Lavinia fue una continuación de la larga tradición de matrimonios entre los Cavalieri y los della Valle, que llevaban uniendo sus familias mediante matrimonios desde al menos el siglo XV. Esta conexión entre las familias se deja ver cuando Tommaso dei Cavalieri buscó refugio en el palacio del Cardenal Andrea della Valle, lugar donde también se refugió la madre de Lavinia, durante el Saco de Roma en 1527.
Del matrimonio de Cavalieri nacieron dos hijos, Mario, que probablemente naciera en 1548, y Emilio, nacido hacia 1552, quien llegaría a convertirse en un renombrado compositor. El matrimonio duró nueve años, acabando con la muerte de Lavinia a principios de noviembre en 1553; Lavinia della Valle fue enterrada en la Basílica de Santa María en Aracoeli, donde tanto los Cavalieri como los della Valle tenían capillas familiares.
Cuando Cavalieri fue nombrado uno de los Conservatori en 1554 tomó la responsabilidad de supervisar las obras en el Campidoglio, el cual Miguel Ángel había empezado a restaurar en 1538. El trabajo en este complicado proyecto, que incluía la renovación del existente Palazzo dei Conservatori y del Palazzo Senatorio así como la construcción de un tercer edificio, el Palazzo Nuovo, no comenzó hasta 1542 y no se finalizaría hasta 1662. Cavalieri fue codirector de la construcción de 1554 hasta 1575 y supervisó el proyecto durante su fase más productiva de desarrollo. A pesar de compartir la responsabilidad con Prospero Boccapaduli, se menciona que Cavalieri fue responsable principalmente de la realización de los diseños de Miguel Ángel mientras que Boccapaduli se encargaba de las finanzas y las tareas administrativas.

## Relación con Miguel Ángel
Miguel Ángel Buonarroti conoció al joven Tommaso dei Cavalieri durante su estancia en Roma en 1532. Miguel Ángel tenía entonces 57 años. Se conserva una imagen de Cavalieri atribuida a Daniele Volterra a partir de un supuesto dibujo original de Miguel Ángel actualmente perdido, sus contemporáneos coinciden en la apariencia apuesta del joven así como en su naturaleza cultivada. Benedetto Varchi escribió que Cavalieri era de «incomparable belleza con elegantes maneras» y que era «encantador en su comportamiento».
Miguel Ángel se enamoró ciegamente del joven patricio romano. Vasari recalca que «infinitamente más que a cualquier otro amigo, Miguel Ángel amaba al joven Tommaso», el cual se convirtió en objeto de la pasión de Miguel Ángel, en su musa y en la inspiración de cartas, numerosos poemas y trabajos de arte visual. La pareja permanecería dedicada el uno al otro hasta la muerte de Miguel Ángel en 1564.
La carta más antigua que se conserva de Cavalieri a Miguel Ángel data del 1 de enero de 1533. La carta da pistas acerca de la naturaleza de la relación en ciernes entre ambos a través de una conversación sobre arte. De acuerdo con Cavalieri, a ambos les unía su mutuo amor por el arte. La carta hace referencia a «esos trabajos míos que has visto con tus propios ojos y que han causado que me muestres no poco afecto».

### Dibujos
Miguel Ángel también envió a Cavalieri varios dibujos con un alto nivel de acabado, denominados "dibujos de presentación" por Johannes Wilde. Estos eran un nuevo tipo de dibujo, trabajos completos que servían como regalos en lugar de bocetos o estudios. Estas obras fueron también enormemente apreciadas por Cavalieri, el cual sintió mucho tener que prestar algunos de ellos a miembros de la curia papal. Giorgio Vasari se asombró de su gran originalidad. El significado de estos dibujos no se comprende en su totalidad aunque es común para los académicos el relacionarlos con temas moralizantes o ideas sobre el amor neoplatónico.

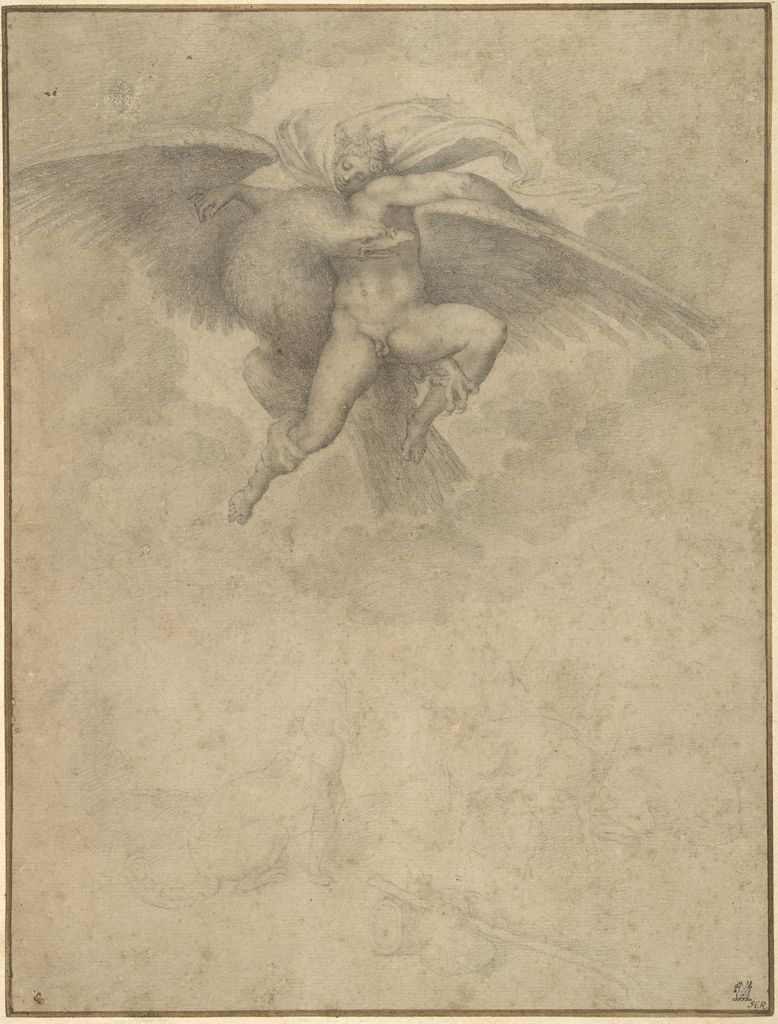
Miguel Ángel (copia), El rapto de Ganimedes, c. 1532

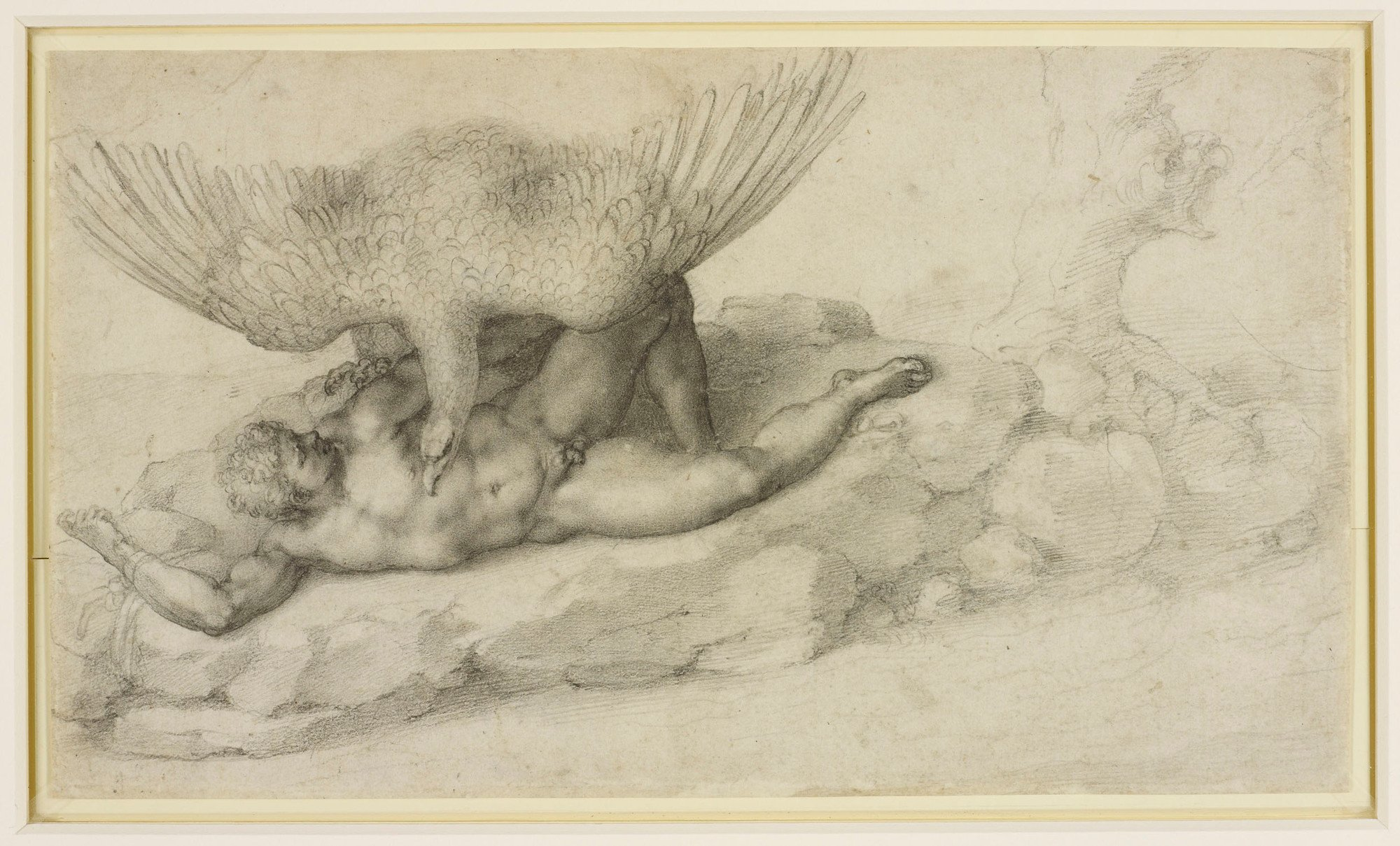
Michelangelo, El castigo de Ticio, c. 1532

Son tres los dibujos de Miguel Ángel relacionados con Cavalieri, en los que están representadas tres figuras mitológicas: Ticio, Ganimedes y Faetón.  Ticio era hijo de una princesa Elara y de Zeus, que lo ocultó bajo tierra para protegerla de Hera, donde dio a luz al gigante Ticio. Cuando este intentó violar a Leto, o según otras versiones a Artemisa, fue condenado a permanecer encadenado a una roca en el Tártaro mientras dos buitres devoraban su hígado, que era considerado el origen de las pasiones. Ganimedes, príncipe troyano y el más hermoso de todos los mortales fue codiciado por Zeus que envió a su águila para raptarlo y transportarlo al Olimpo o, según algunas versiones, se transformó él mismo en su ave emblemática para hacerle su amante y copero de los dioses. El dibujo original está perdido y todo cuanto se sabe de él es gracias a copias.

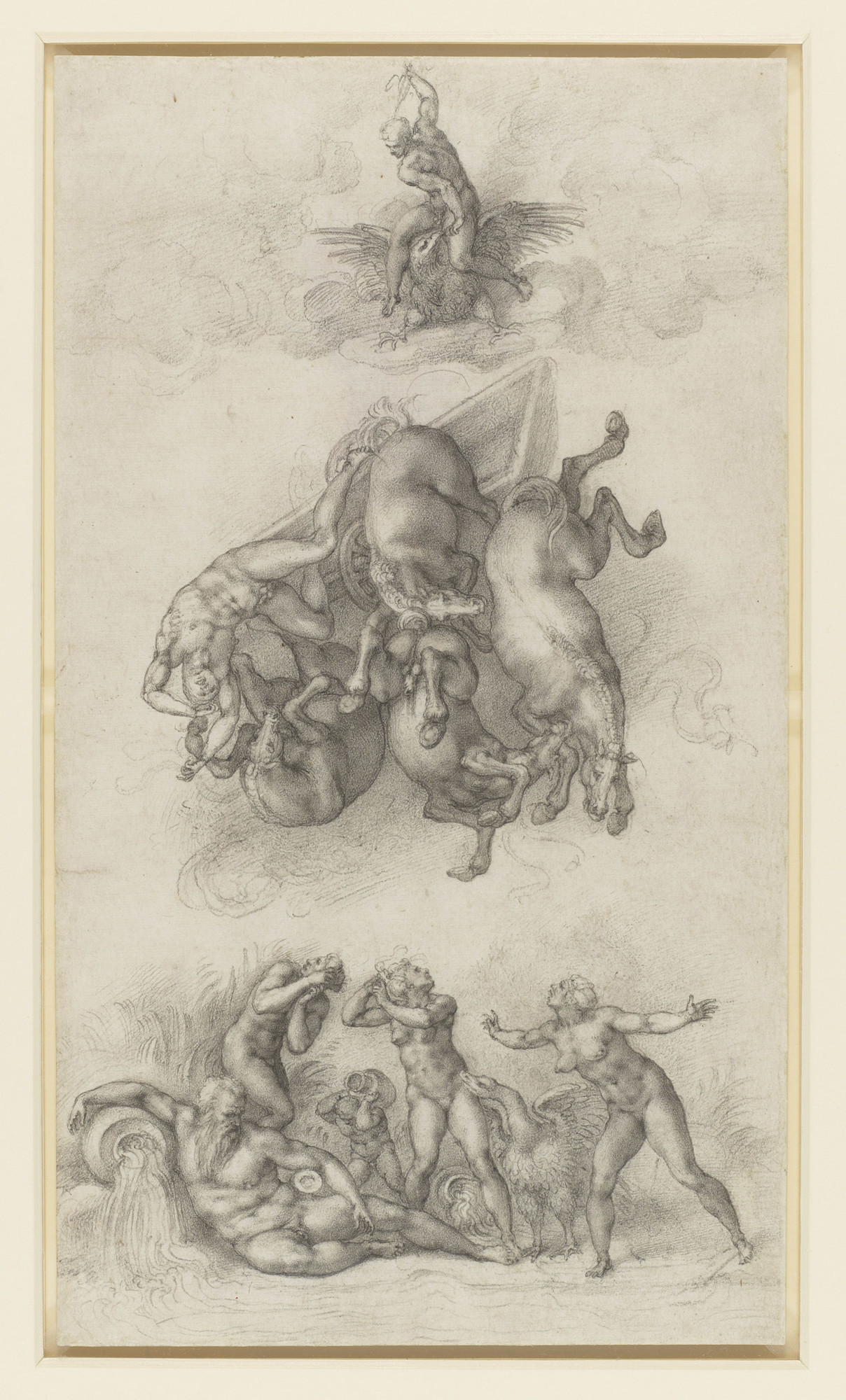
Michelangelo, La caída de Faetón, c. 1533

Faetón era hijo de Clímene y de Apolo. Para demostrar que era hijo del dios Sol, lo que Épafo ponía en duda, insistió a su padre hasta que le dejó conducir el carro del sol. Faetón perdió el control de los caballos ardientes y Zeus tuvo que destruir el carro (y matar a Faetón) con un rayo para evitar que destruyera la tierra. En el dibujo de Miguel Ángel, Zeus aparece montando un águila al tiempo que lanza el rayo que destruirá el carro. Las mujeres que aparecen abajo son las desconsoladas hermanas de Faetón. Han sobrevivido tres versiones de este dibujo de Miguel Ángel. El aquí mostrado es probablemente la versión final que fue regalada a Cavalieri poco antes del 6 de septiembre de 1533, fecha en la cual Cavalieri escribe al artista para informarle de que el dibujo ha sido visto con gran admiración por parte de unos ilustres invitados (incluyendo el papa y el cardenal Ippolito de' Medici). En otra versión de la composición, a día de hoy en el Museo Británico, Miguel Ángel escribe una nota a Cavalieri: «Maestro Tommaso, si este boceto no le complace, cuénteselo a Urbino para que tenga tiempo de hacer otro para mañana por la mañana, tal y como te prometí. Y si te gusta y quieres que lo termine, envíamelo de vuelta».

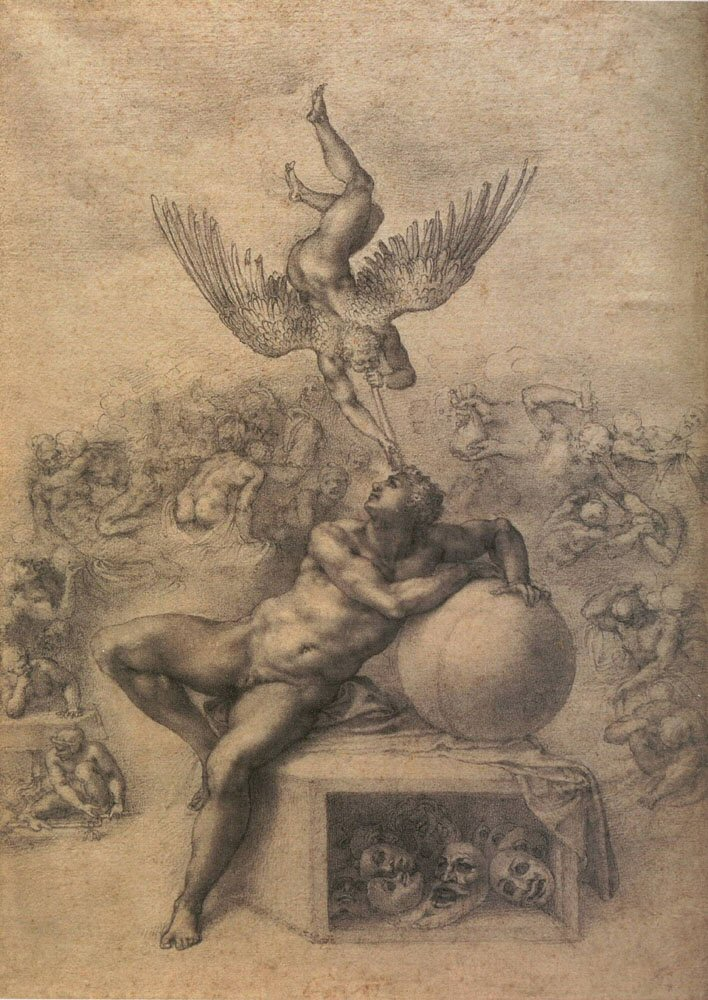
Miguel Ángel, El sueño, c. 1533

Un cuarto dibujo, no directamente relacionado con Cavalieri pero que, por su parecido con los dibujos que regaló al aristócrata hace pensar a algunos expertos que también estuviese destinado a él, es el que representa El sueño. Al contrario que los otros dibujos, la iconografía no deriva de la mitología griega y el incierto personaje se relaciona con una representación de la belleza.

### Poemas
Miguel Ángel dedicó aproximadamente treinta de sus trescientos poemas a Cavalieri, lo cual hace de estos la mayor secuencia de poemas del artista. La mayoría son sonetos, aunque hay también madrigales y cuartetos. El tema central de todos ellos es el amor del artista por el joven noble.  Algunos estudiosos modernos afirman que la relación era meramente de amor platónico, incluso sugiriendo que Miguel Ángel solamente buscaba un hijo adoptivo.
Sin embargo, su naturaleza homoerótica fue reconocida por sus contemporáneos hasta el punto de que el tataranieto de Miguel Ángel, Miguel Ángel el joven, publicó una edición de las poesías del artista en 1623 con el género de los pronombres cambiado. John Addington Symonds, uno de los primeros activistas homosexuales británicos, deshizo este cambio traduciendo los sonetos desde el italiano original al inglés y escribiendo una biografía en dos volúmenes publicada en 1893.
Estos sonetos son la primera secuencia larga de poemas en cualquier lengua moderna escrita por un hombre para otro hombre, anteriores incluso a los sonetos que Shakespeare escribiría a su joven amigo cincuenta años después. Algunos ejemplos son el soneto G.260. Miguel Ángel reitera aquí su amor neoplatónico por Cavalieri en la primera línea del soneto donde escribe "El amor no es siempre un duro y mortal pecado".
En el soneto G.41, Miguel Ángel afirma que Cavalieri es todo lo que se puede ser y que representa la compasión, el amor y la piedad. Esto puede verse en la tercera estrofa:

l'amor mi prende e la beltà mi lega;
la pietà, la mercè con dolci sguardi
ferma speranz' al cor par che ne doni.
El amor me lleva cautivo y la belleza me ata;
La piedad, la misericordia con dulces miradas
parece dar una firme esperanza al corazón.

Uno de los más famosos poemas de Miguel Ángel es el G.94, también conocido como "Gusano de seda". En este soneto, Miguel Ángel expresa el deseo de ser ropajes que vistan el cuerpo de Cavalieri.

## Otras lecturas
- John Addington Symonds, The life of Michelangelo Buonarroti, based on studies in the archives of the Buonarroti family at Florence, volume 2, chapter XII (New York: Scribner, 1893).